# Raoul Bompar
Pour les articles homonymes, voir Bompar.

Armes des comtes d'Angoulême.

Armes des comtes de Périgord.

Raoul Bompar, aussi connu sous les noms Ramnoul, Ranulf, ou encore Rannoux Bompar, ainsi que comme Raoul Ier d'Angoulême ou Raoul Ier de Périgord, est un comte d'Angoulême et du Périgord du troisième quart du Xe siècle.
Un des nombreux fils de Bernard de Périgord, il succède à ses frères Arnaud Voratio et Guillaume Talleyrand à la tête des comtés d'Angoulême et de Périgord.
Comme ses frères, sa vie a été marquée par les guerres avec les fils illégitimes de Guillaume II d'Angoulême, au premier chef desquels figure Arnaud Manzer. Ceux-ci cherchent à prendre le contrôle d'Angoulême, que Bernard de Périgord a reçue lorsque Guillaume II est entré dans les ordres.
Cette rivalité s'achève par la victoire d'Arnaud Manzer, qui tue Raoul lors d'une bataille le 27 juillet 975, puis chasse ses frères du comté d'Angoulême.
Son histoire est contée par Audemar de Chabannes.